# フェルディナンド・ディ・サヴォイア＝ジェノヴァ (1884-1963)
フェルディナンド・ウンベルト・フィリッポ・アーダルベルト・ディ・サヴォイア＝ジェノヴァ（Ferdinando Umberto Filippo Adalberto di Savoia-Genova, 1884年4月21日 - 1963年6月24日）は、イタリア王国の王族、海軍軍人。サヴォイア＝ジェノヴァ家の第3代当主。

## 生涯
第2代ジェノヴァ公トンマーゾとその妻のバイエルン王女イザベラの間の長男としてトリノに生まれ、1904年9月22日にウディネ公（Principe di Udine）の儀礼称号を授けられた。
イタリア海軍に仕官し、第一次世界大戦では海軍大佐として駆逐艦の艦長を務め、武勇を称えられて勲章を受けた。ヨーロッパ大陸で戦争が激化した1917年5月、経済・通商協定を結んで、イタリアへの援助を取り付けることを目的としていた戦時使節の一人としてアメリカ合衆国を訪れた。この使節にはグリエルモ・マルコーニの他、イタリアの政界、財界の指導者たちが参加していた。
1930年11月、従兄のヴィットーリオ・エマヌエーレ3世王の名代としてエチオピア皇帝ハイレ・セラシエ1世の戴冠式に出席した。1931年4月に父が死去すると、ジェノヴァ公位を相続した。海軍で順調に出世して提督となり、アドリア海海域の司令官に任じられた。1938年2月28日にトリノにおいて、マリア・ルイージア・ガンドルフィ・ディ・リカルドーネ伯爵夫人（Maria Luigia Alliaga Gandolfi dei conti di Ricaldone, 1899年 - 1986年）と結婚したが、公爵夫妻は子供に恵まれなかった。
1946年6月2日の国民投票に伴う王制廃止により、ジェノヴァ公爵家の成員は他のサヴォイア家の人々とともに王族の身分を失った。1963年にボルディゲーラで死去すると、次弟のフィリベルトがサヴォイア＝ジェノヴァ家を継いだ。